# 黄河南路站
黄河南路站是郑州地铁1号线与12号线的地铁换乘站，位于中华人民共和国河南省郑州市郑东新区（行政区划属金水区）祭城路街道金水东路与黄河南路交叉口处，于2013年12月28日随1号线一期工程开通运营而启用。

## 车站结构
黄河南路站分为1号线车站和12号线车站两部分，1号线车站的主体结构位于金水东路与黄河南路交叉口地下，呈东西向布置，12号线车站的主体结构位于1号线车站南侧的黄河南路地下，呈南北向布置，与1号线车站构成“T”型交叉。

### 车站楼层
黄河南路站1号线车站的主体结构为地下二层车站，B1层为站厅，B2层为1号线站台。12号线车站的主体结构为地下三层车站，B1层为站厅，B3层为12号线站台。

#### 1号线车站楼层
| 1F  | 地面     | A-D出入口                                                          | A-D出入口                                                          | A-D出入口                                                          |
| B1F | 站厅     | 客服中心、自动售票机、行李检查、闸机、车站控制室 连通 █ 12号线站厅 | 客服中心、自动售票机、行李检查、闸机、车站控制室 连通 █ 12号线站厅 | 客服中心、自动售票机、行李检查、闸机、车站控制室 连通 █ 12号线站厅 |
| B2F | █ 1号线  | 往河南工业大学方向（会展中心）                                     | 往河南工业大学方向（会展中心）                                     | 往河南工业大学方向（会展中心）                                     |
| B2F | 岛式站台 |                                                                    | 至站厅                                                             | 卫生间                                                             |
| B2F | █ 1号线  | 往河南大学新区方向（农业南路）                                     | 往河南大学新区方向（农业南路）                                     | 往河南大学新区方向（农业南路）                                     |

#### 12号线车站楼层
| 1F  | 地面     | B、C、E出入口                                                     | B、C、E出入口                                                     | B、C、E出入口                                                     |
| B1F | 站厅     | 客服中心、自动售票机、行李检查、闸机、车站控制室 连通 █ 1号线站厅 | 客服中心、自动售票机、行李检查、闸机、车站控制室 连通 █ 1号线站厅 | 客服中心、自动售票机、行李检查、闸机、车站控制室 连通 █ 1号线站厅 |
| B3F | █ 12号线 | 往梁湖方向（西周）                                                | 往梁湖方向（西周）                                                | 往梁湖方向（西周）                                                |
| B3F | 岛式站台 | 卫生间                                                            | 至站厅                                                            |                                                                   |
| B3F | █ 12号线 | 往龙子湖东方向（儿童医院）                                        | 往龙子湖东方向（儿童医院）                                        | 往龙子湖东方向（儿童医院）                                        |

### 站厅
黄河南路站的1号线车站和12号线车站各设1座站厅，均设有客服中心、自动售票机、安全检查等设施。站厅由闸机和栏杆分隔为付费区和非付费区，12号线站厅的付费区北端与1号线站厅的付费区相连。两座站厅的付费区内均设有自动扶梯、步梯和无障碍电梯，连接对应的站台。12号线站厅连接B口的通道处设有卫生间和母婴室。

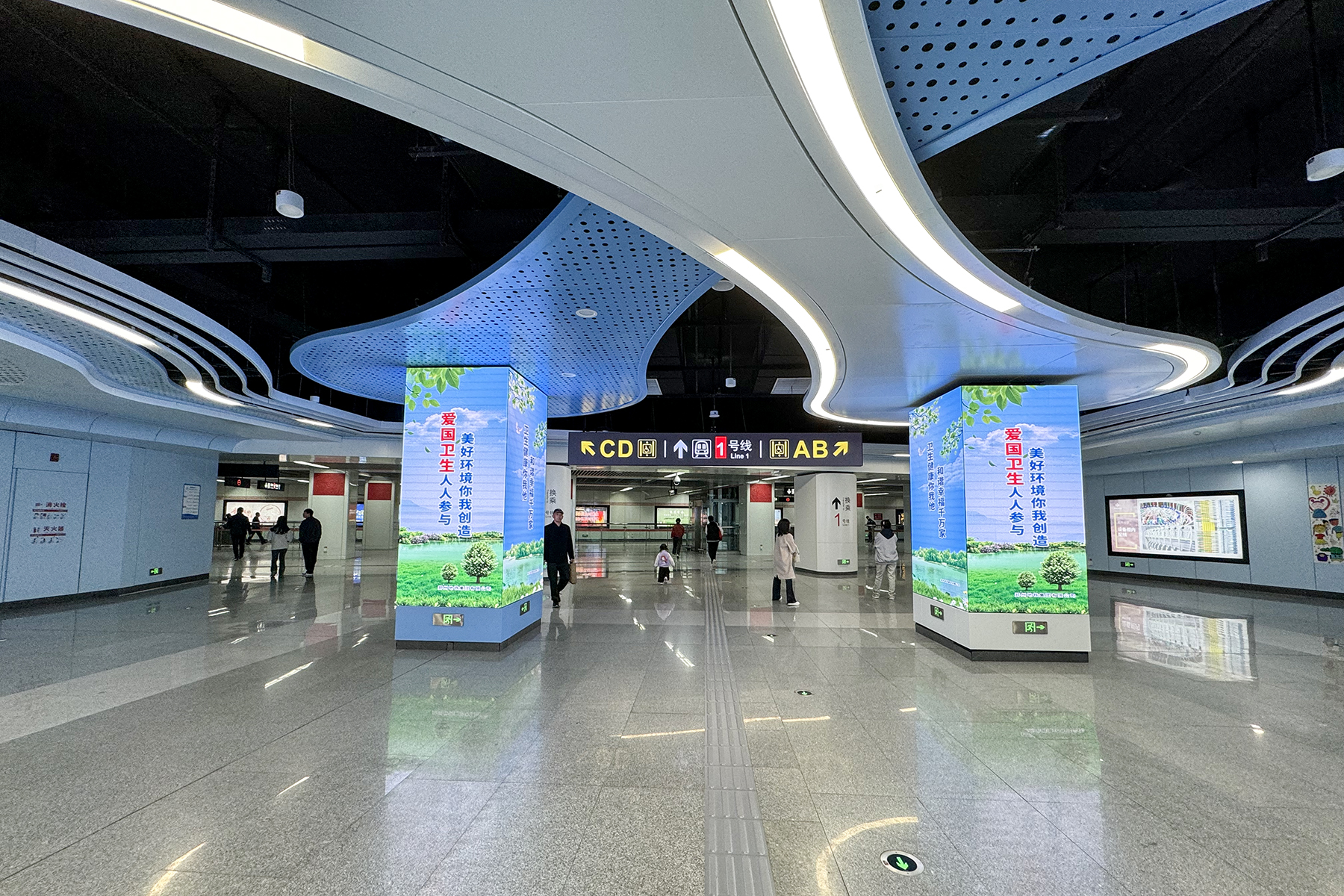
12号线站厅
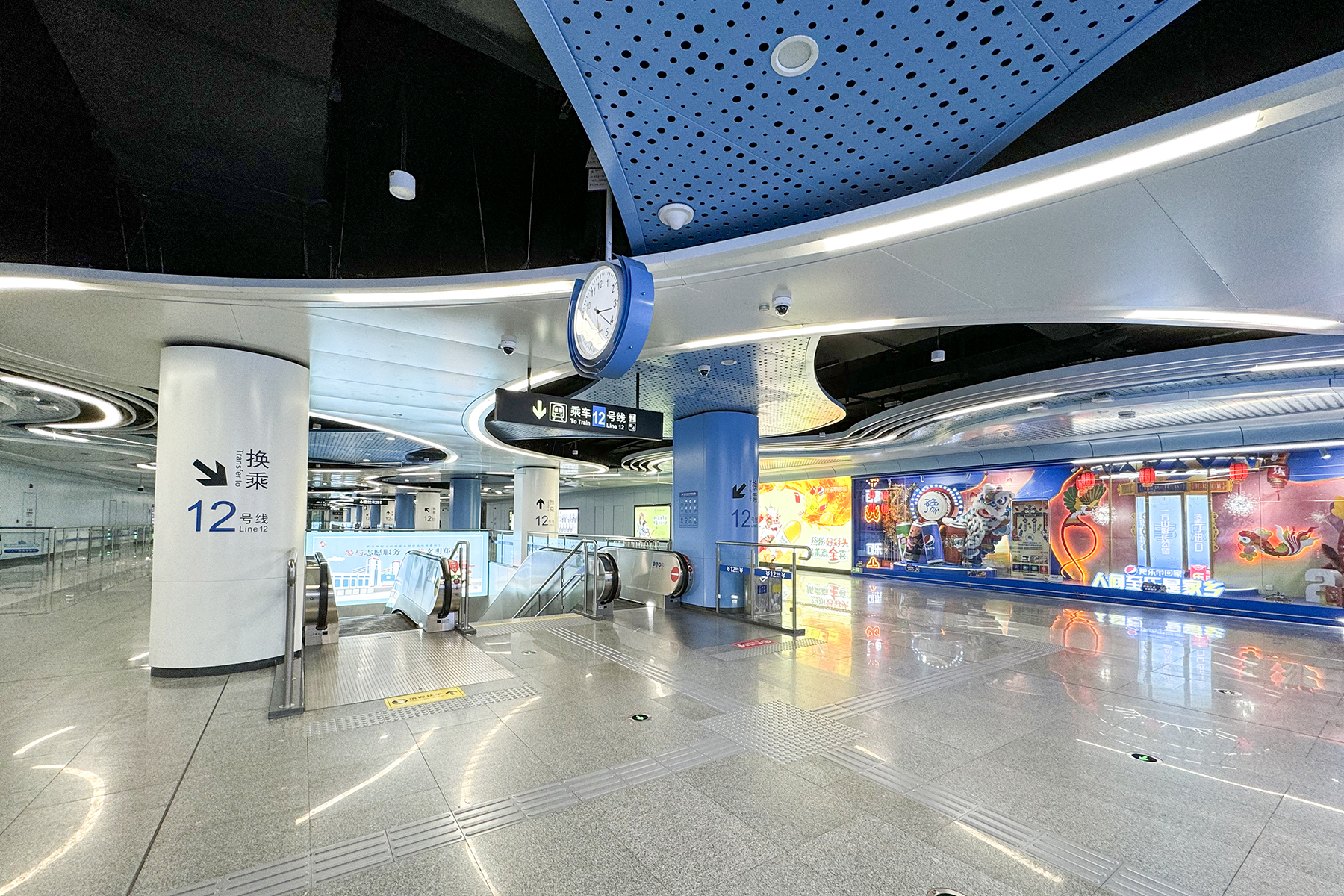
12号线站厅
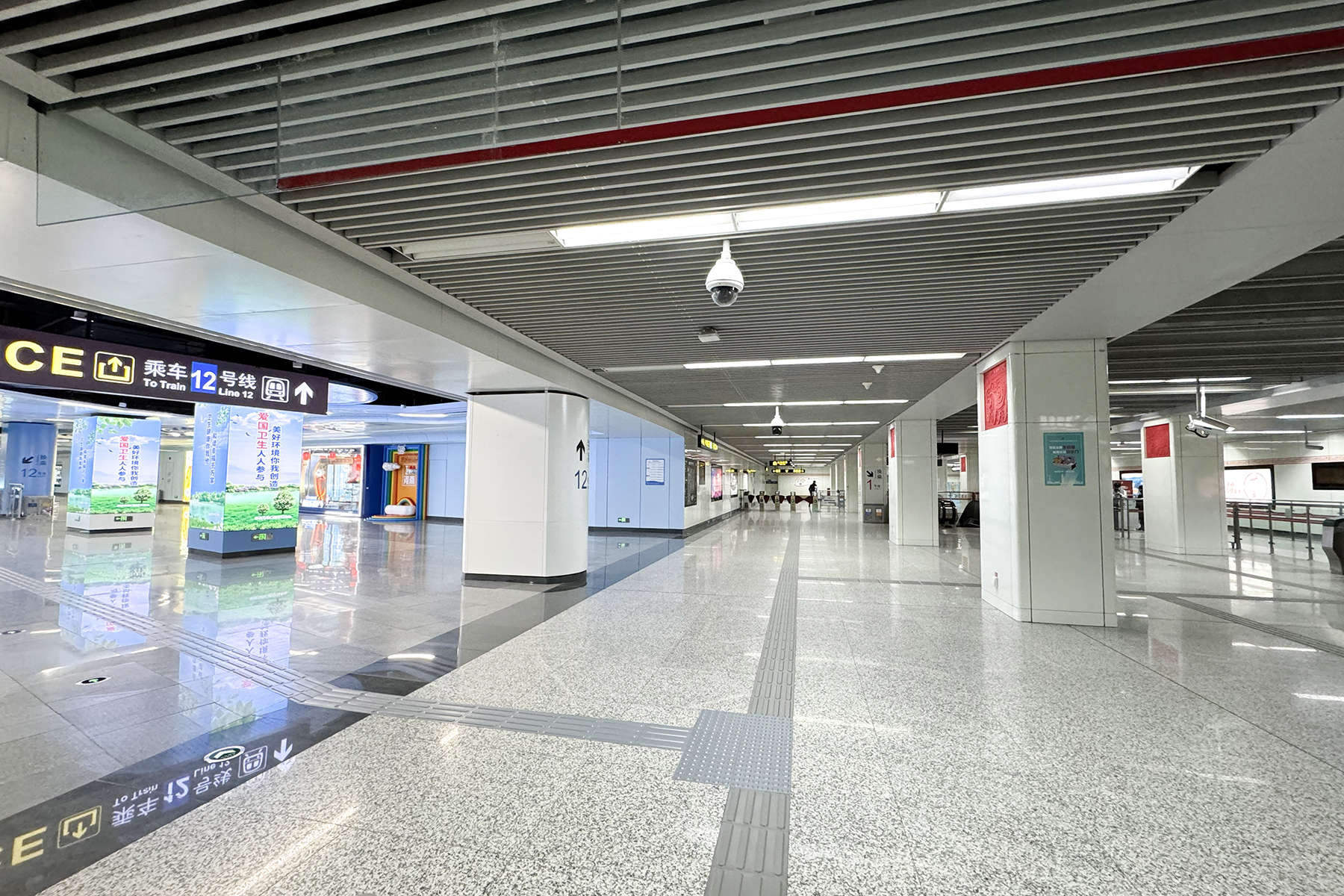
1号线站厅与12号线站厅连接处

### 站台
黄河南路站的1号线车站和12号线车站各设1座岛式站台，均安装有高站台门。1号线站台位于B2层，呈东西向，南侧站台面由往河南大学新区方向列车的使用，北侧站台面由往河南工业大学方向的列车使用，站台东端设有卫生间。12号线站台位于B3层，呈南北向，西侧站台面由往梁湖方向列车的使用，东侧站台面由往龙子湖东方向的列车使用，站台南端设有卫生间。
该站的两座岛式站台之间无直接连接通道，乘客需经由站厅往来两座站台进行换乘。

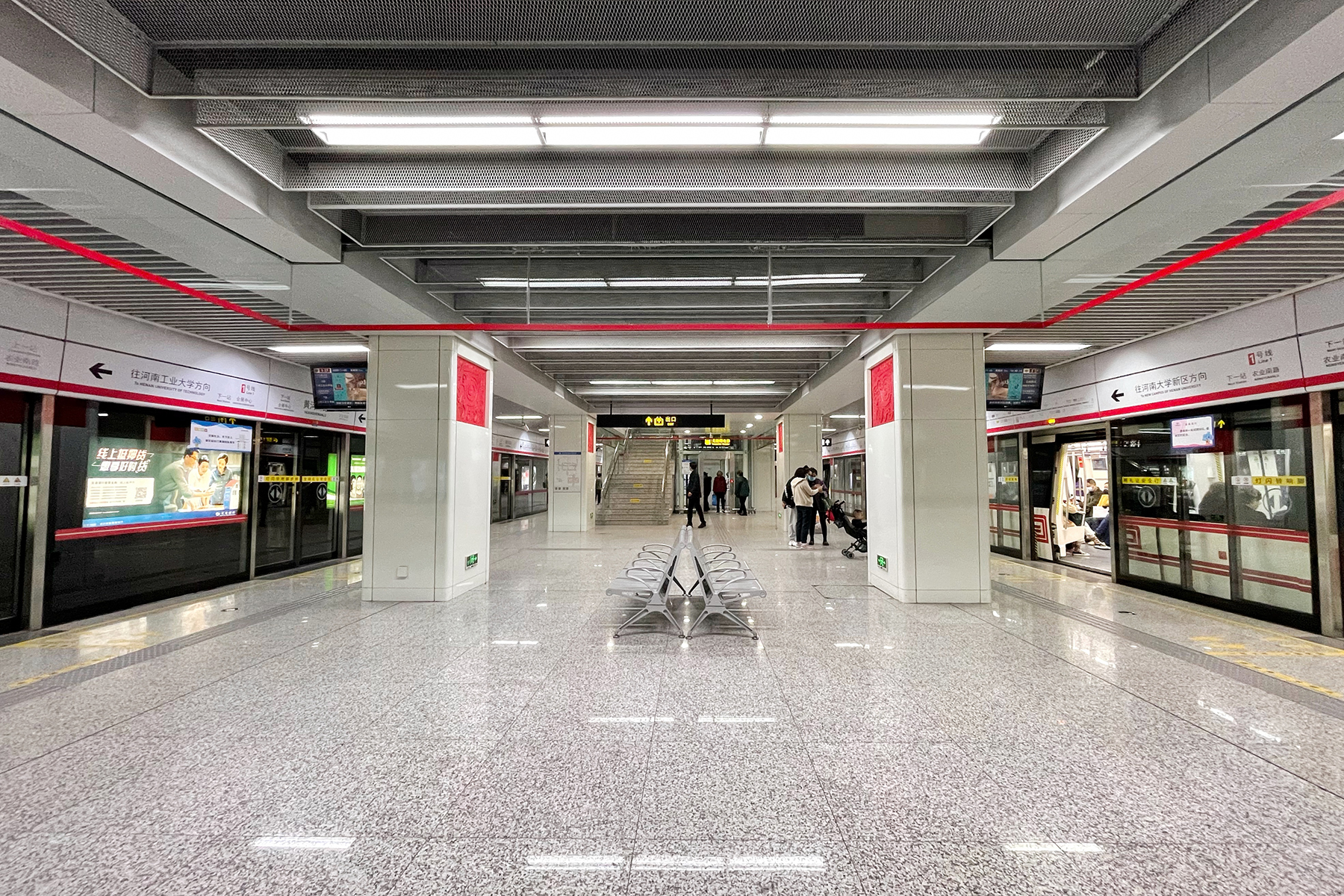
1号线站台
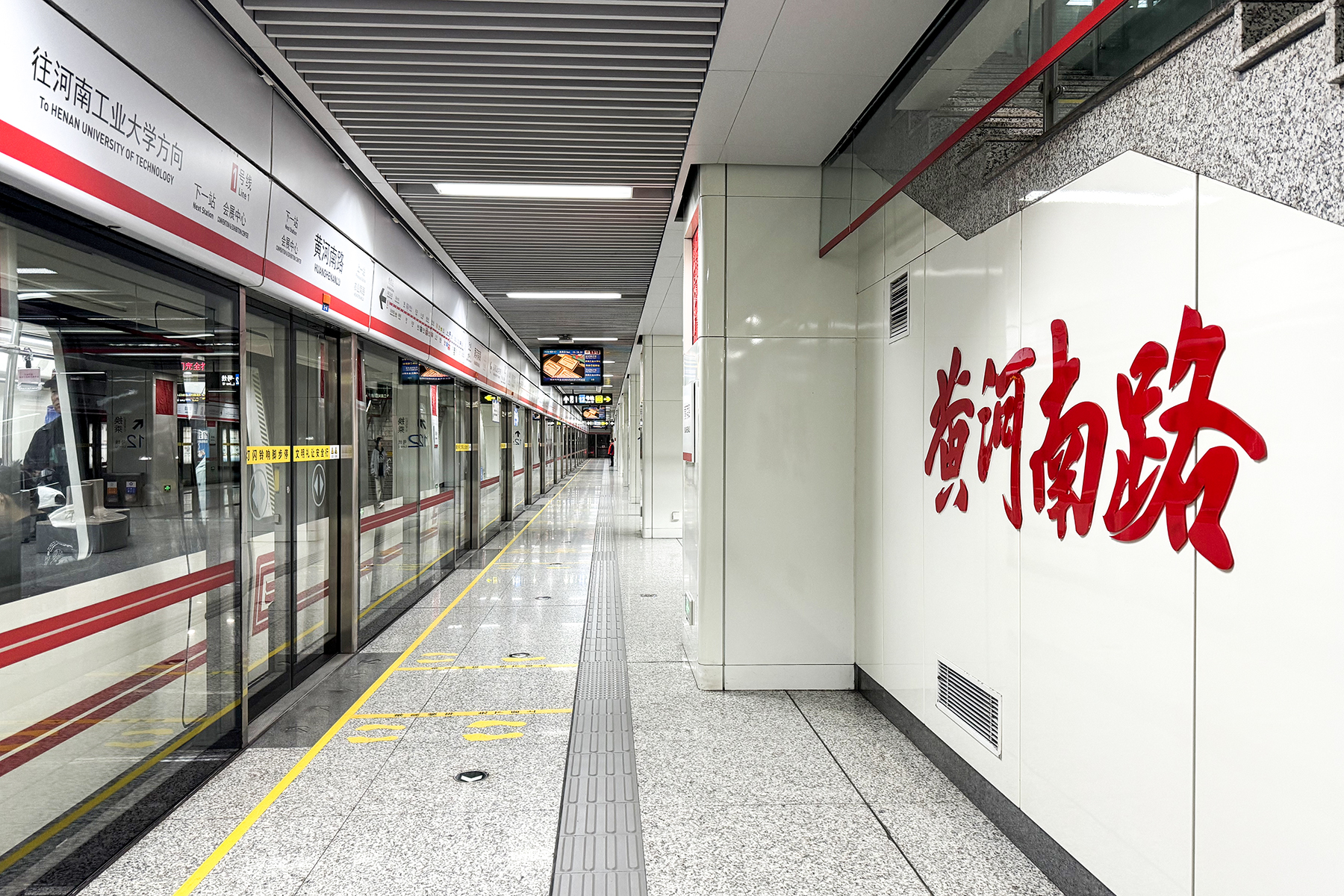
1号线站台上的站名大字壁
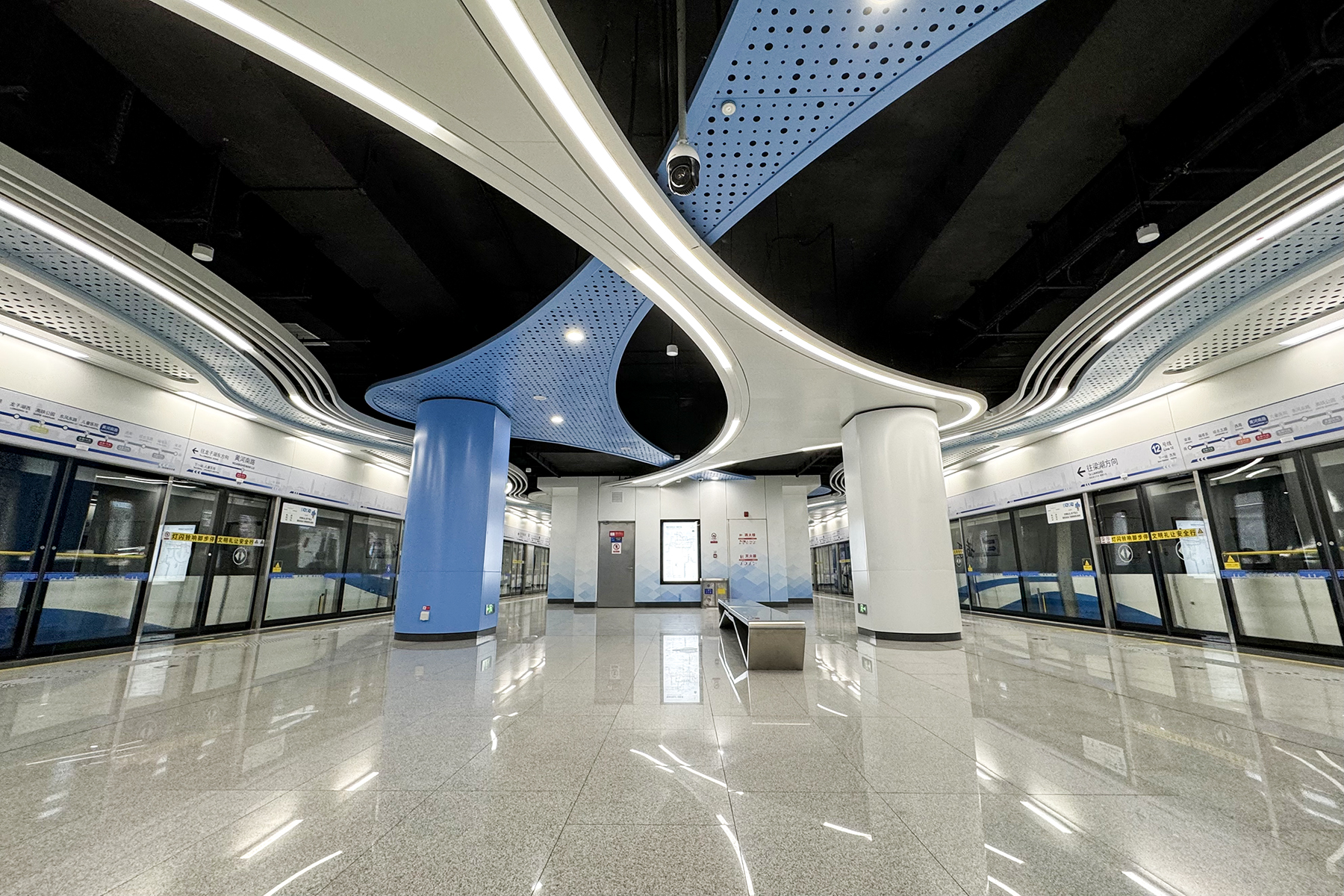
12号线站台
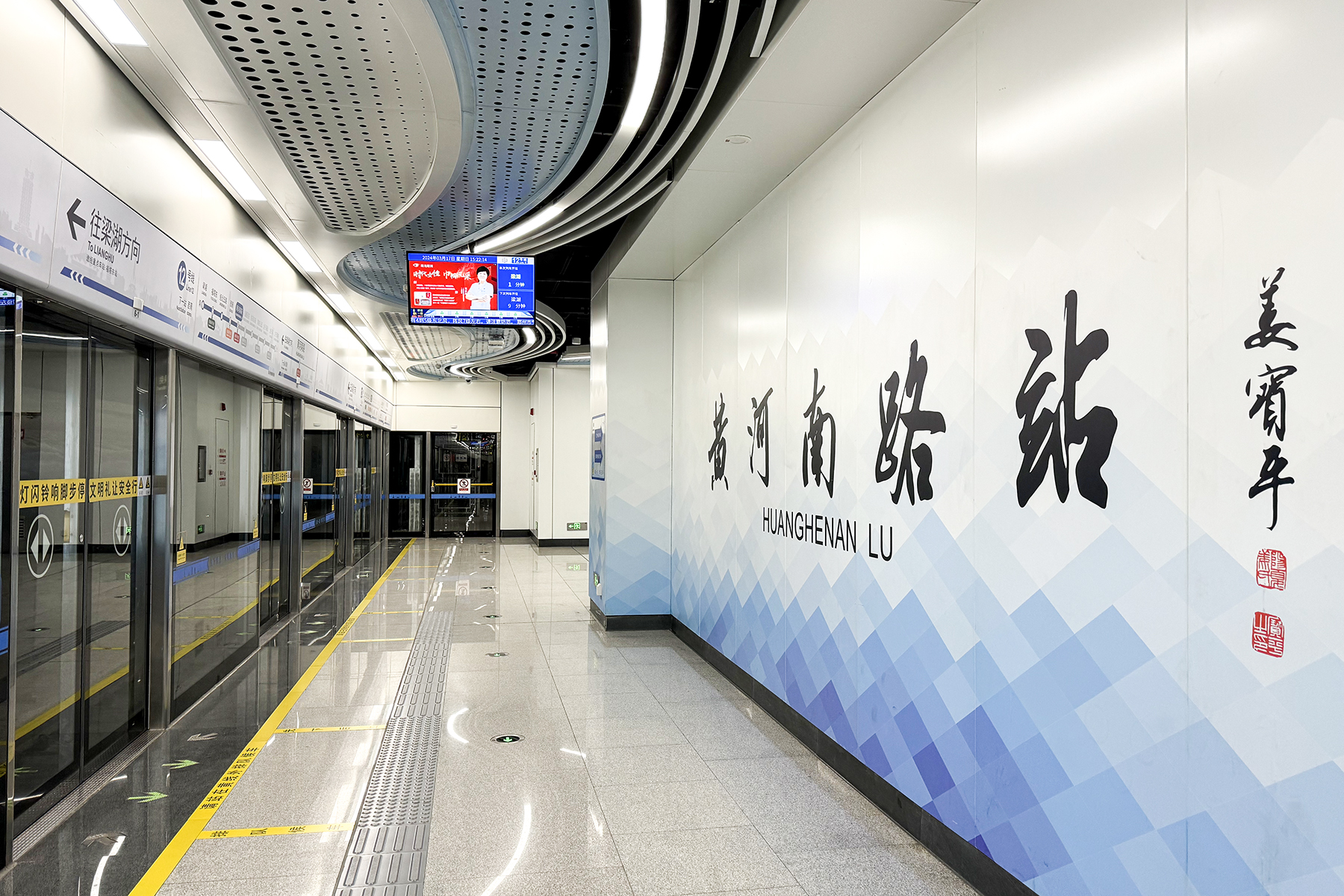
12号线站台上的站名大字壁

### 出入口
黄河南路站设有A、B、C、D、E共5个个出入口，其中A口和D口分别位于金水东路与黄河南路交叉路口的东北角和西北角，连接1号线站厅的非付费区。B口和C口分别位于该路口的东南角和西南角，通过通道同时连接1号线站厅和12号线站厅的非付费区，其中B口在地面又分为B1口和B2口，C口在地面又分为C1口和C2口。E口位于该路口南面的黄河南路东侧，连接12号线站厅的非付费区。B2口和D口设有无障碍电梯。
该站各出入口的信息如下表所示。
| 黄河南路金水东路 | 黄河南路金水东路      | 黄河南路金水东路      | 黄河南路金水东路         | 黄河南路金水东路      |
| 编号             | 路线                  | 路线                  | 路线                     | 备注                  |
| ---------------- | --------------------- | --------------------- | ------------------------ | --------------------- |
| G23              | 西三环化工路          | ⇆                     | 郑州东站                 |                       |
| G37              | 兴国路公交站          | ⇆                     | 会展中心                 |                       |
| G188             | 中州大道农业路        | ⇆                     | 经开第九大街经南九路     |                       |
| 193              | 通站路公交站          | ⇆                     | 会展中心                 |                       |
| B16              | 赣江路公交站          | ⇆                     | 商务内环路商务东一街     |                       |
| B18              | 文化路杲村公交站      | ⇆                     | 民生东街正光路           |                       |
| S138             | 商都路十里铺          | ⇆                     | 郑东新区郑大一附院       |                       |
| Y30              | 已于2025年1月13日停办 | 已于2025年1月13日停办 | 已于2025年1月13日停办    | 已于2025年1月13日停办 |
| Y31              | 紫荆山金水路东        | ⇆                     | 河南财经政法大学（西门） | 夜间服务              |

| 金水东路黄河南路 | 金水东路黄河南路 | 金水东路黄河南路 | 金水东路黄河南路 | 金水东路黄河南路 |
| 编号             | 路线             | 路线             | 路线             | 备注             |
| ---------------- | ---------------- | ---------------- | ---------------- | ---------------- |
| G23              | 西三环化工路     | ⇆                | 郑州东站         |                  |
| G29              | 郑州海洋馆       | ⇆                | 金水东路公交站   |                  |
| K901             | 西三环化工路     | ⇆                | 郑州东站         |                  |
| 916              | 郑州东站         | ⇆                | 紫荆山金水路东   |                  |
| G919             | 郑州东站         | ⇆                | 西三环中原路     |                  |
| B38              | 北三环沙口路     | ⇆                | 郑州东站         | 原163路          |
| Y13              | 郑州东站         | ⇆                | 医学院           | 夜间服务         |

| 黄河南路金水东路 | 黄河南路金水东路      | 黄河南路金水东路      | 黄河南路金水东路      | 黄河南路金水东路      |
| 编号             | 路线                  | 路线                  | 路线                  | 备注                  |
| ---------------- | --------------------- | --------------------- | --------------------- | --------------------- |
| G188             | 中州大道农业路        | ⇆                     | 经开第九大街经南九路  |                       |
| 916              | 郑州东站              | ⇆                     | 紫荆山金水路东        |                       |
| B16              | 赣江路公交站          | ⇆                     | 商务内环路商务东一街  |                       |
| S138             | 商都路十里铺          | ⇆                     | 郑东新区郑大一附院    |                       |
| Y30              | 已于2025年1月13日停办 | 已于2025年1月13日停办 | 已于2025年1月13日停办 | 已于2025年1月13日停办 |

| 金水东路黄河南路 | 金水东路黄河南路 | 金水东路黄河南路 | 金水东路黄河南路         | 金水东路黄河南路 |
| 编号             | 路线             | 路线             | 路线                     | 备注             |
| ---------------- | ---------------- | ---------------- | ------------------------ | ---------------- |
| G29              | 郑州海洋馆       | ⇆                | 金水东路公交站           |                  |
| G37              | 兴国路公交站     | ⇆                | 会展中心                 |                  |
| 193              | 通站路公交站     | ⇆                | 会展中心                 |                  |
| K901             | 西三环化工路     | ⇆                | 郑州东站                 |                  |
| 916              | 郑州东站         | ⇆                | 紫荆山金水路东           |                  |
| G919             | 郑州东站         | ⇆                | 西三环中原路             |                  |
| B18              | 文化路杲村公交站 | ⇆                | 民生东街正光路           |                  |
| B38              | 北三环沙口路     | ⇆                | 郑州东站                 | 原163路          |
| S129             | 农业路中州大道   | ⇆                | 通泰路陇海路             |                  |
| Y13              | 郑州东站         | ⇆                | 医学院                   | 夜间服务         |
| Y31              | 紫荆山金水路东   | ⇆                | 河南财经政法大学（西门） | 夜间服务         |

## 车站装饰

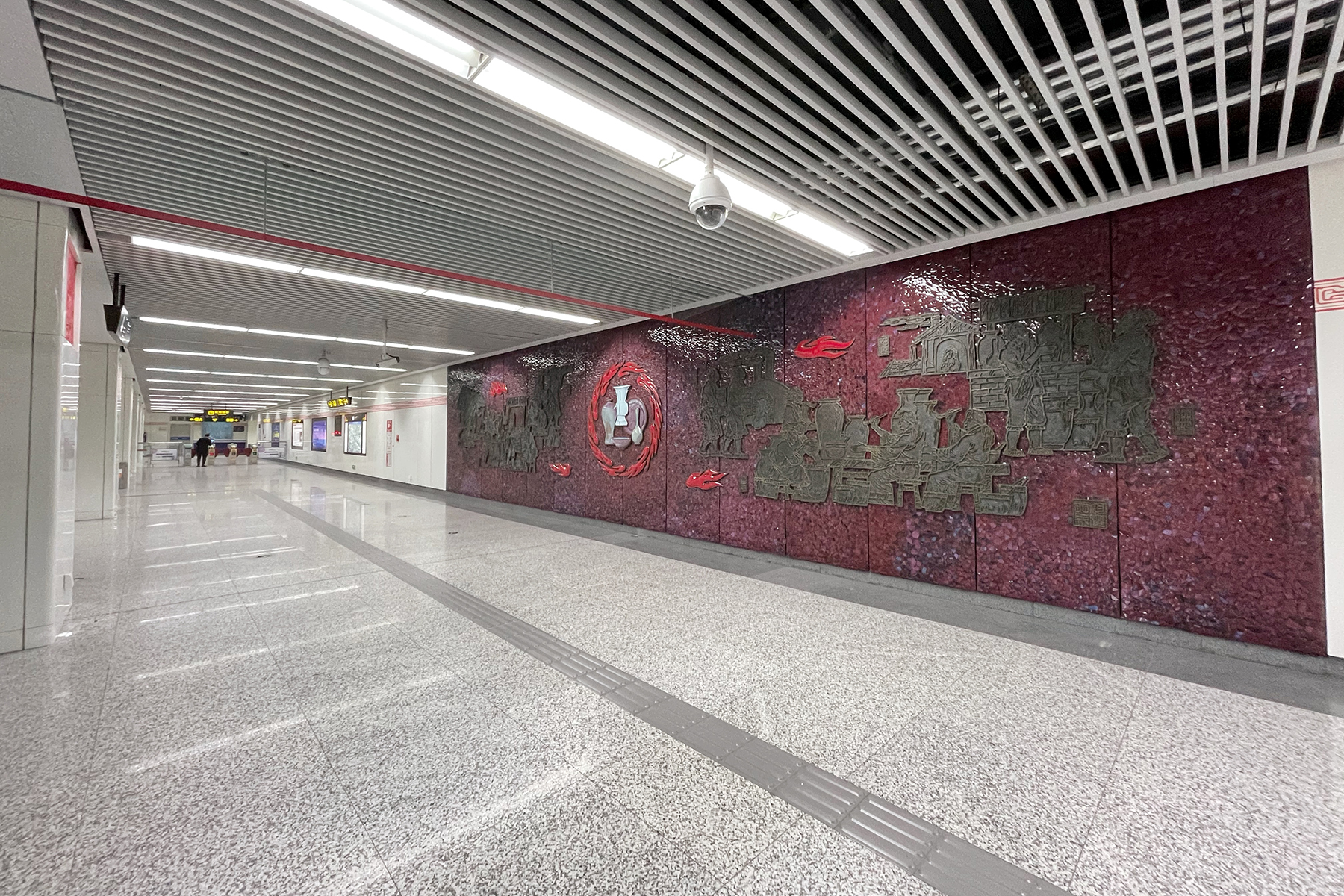
1号线站厅内的“钧妙天成”主题文化墙

黄河南路站的1号线车站为1号线一期工程中8座设有文化墙的车站之一，在1号线的站厅内设置有名为“钧妙天成”的文化墙，以钧瓷为主题。该文化墙长14米，面积40多平方米，主要制作材料亦为钧瓷，其底板由几百个钧瓷盘子的碎片拼接而成，上有人物浮雕，表现了钧瓷的制作过程。文化墙中间为一组经典造型钧瓷瓷器的浮雕。